# Raoul Thiercelin
Raoul Armand Thiercelin (ur. 12 marca 1898 w Savigny-sur-Braye, zm. 1 marca 1988 w Saint-Mandé) – francuski rugbysta grający na pozycji łącznika młyna, olimpijczyk, zdobywca srebrnego medalu w turnieju rugby union na Letnich Igrzyskach Olimpijskich w 1920 roku w Antwerpii.

## Kariera sportowa
W trakcie kariery sportowej związany był z klubami CASG Paris i Stade Français.
Z reprezentacją Francji uczestniczył w turnieju rugby union na Letnich Igrzyskach Olimpijskich 1920. W rozegranym 5 września 1920 roku na Stadionie Olimpijskim spotkaniu Francuzi ulegli reprezentacji USA 0:8. Jako że był to jedyny mecz rozegrany podczas tych zawodów, oznaczało to zdobycie przez nich srebrnego medalu.